# 多角形表記
多角形表記（たかくけいひょうき、polygon notation）とは、多角形を用いた巨大数の表記法である。ユゴー・スタインハウスによって考案され、後にレオ・モーザーによって拡張された。

## スタインハウスの多角形表記
スタインハウスの多角形表記は、次のように定義される。
- = nn = n↑n = n ↑2 2 = n → 2 → 2
- = 「n 重の三角形の中の n 」
- = 「n 重の四角形の中の n 」

この表記を用いて、スタインハウスは次の数を定義した。
- をメガ (mega) という。
- をメジストン (megiston) という。

## モーザーの多角形表記
モーザーの多角形表記は、スタインハウスのものを拡張し、一般の多角形を用いるようにした。
- 、はスタインハウスのものと同じ。
- = 「n 重の四角形の中の n 」 (=  )
- 一般に「m 角形の中の n 」 = 「n 重の (m - 1) 角形の中の n 」

「角形の中の2」 をモーザー数と言う。

## ブラケットでの表記
ヨーク大学のSusan Stepney教授は、自らのサイトで次の代用表記を使っている。
- p 角形の中の n を {\displaystyle n[p]\,} と表す。
- {\displaystyle [\ldots ]} は必要なだけ繰り返せる。たとえば、p 角形の中の q 角形の中の n は {\displaystyle n[q][p]\,} と表す。
- k 重の p 角形の中の n を {\displaystyle n[p]_{k}\,} と表す。つまり、

{\displaystyle n[p]_{k}=n\underbrace {[p][p]...[p]} _{k}}
である。
これを使えば多角形表記の定義は次のようになる。
- = n[3] = nn
- = n[4] = n[3]n
- =  = n[5] = n[4]n
- 一般に n[m] = n[m−1]n（mが4以上の場合）

他の例としては：
- = n[3]4

スタインハウスとモーザーが定義した巨大数は次のように表せる。
- （メガ） = 2[5]
- （メジストン） = 10[5]
- モーザー数 = 2[2[5]] = 2[②]

この代用表記は、モーザー数のような、忠実な多角形の図による表記が事実上不可能なほど巨大な数も表記できるという利点がある。

## 計算
左から計算される。

### 簡単な例
- 2[3] = 22 = 4
- 2[4] = 2[3]2 = 4[3] = 44 = 256

### スタインハウスのメガ
= 2[5]
= 2[4]2
= 2[4][4]
= 256[4]
= 256[3]256
したがって、+1はフェルマー数である。
256[3]nを順に見ていくと、
{\displaystyle 256[3]=256^{256}\approx 32317.006\times {1,000,000}^{102}\approx {1,000,000}^{102.75157185330558129962287607}}
{\displaystyle 256[3]_{2}=256[3][3]=\left(256^{256}\right)^{256^{256}}=256^{256\times 256^{256}}=256^{256^{257}}=\left(256\uparrow \right)^{2}257\approx \left(1,000,000\uparrow \right)^{2}103.08686993234988541821889367}
ここで、↑はクヌースの矢印表記である。
{\displaystyle {\begin{aligned}256[3]_{3}&=256[3]_{2}[3]=\left(256^{256^{257}}\right)^{256^{256^{257}}}=256^{256^{257}\times 256^{256^{257}}}=256^{256^{257+256^{257}}}=\left(256\uparrow \right)^{2}\left(257+256^{257}\right)\\&=4[4]\\&=2^{2^{11}}[3]_{2}=2^{2^{11}}[3][3]=\left(2^{2^{11}}\right)^{2^{2^{11}}}[3]=2^{2^{11}\cdot 2^{2^{11}}}[3]=2^{2^{11+2^{11}}}[3]=2^{2^{2059}}[3]\\&\approx \left(1,000,000^{3.320623171\times 1,000,000^{103}}\right)^{\left(1,000,000\uparrow \right)^{2}103.0868699}\approx 1,000,000^{3.320623171\times 1,000,000^{103}\times \left(1,000,000\uparrow \right)^{2}103.0868699}\approx 1,000,000^{3.320623171\times 1,000,000^{103+1,000,000\uparrow 103.0868699}}\approx 1,000,000^{3.320623171\times 1,000,000^{103+3.320623171\times 1,000,000^{103}}}\\&\approx \left(10\uparrow \right)^{3}619.2993708444822\end{aligned}}}
となる。ここで、きわめて大雑把な「近似」
{\displaystyle 256[3]_{3}=256^{256^{257+256^{257}}}\fallingdotseq 256^{256^{256^{257}}}=\left(256\uparrow \right)^{3}257}
を導入する。しかし近似といっても実際は
{\displaystyle 256^{256^{257+256^{257}}}=\left(256^{256^{256^{257}}}\right)^{256^{257}}\gg 256^{256^{256^{257}}}}
であり、通常の感覚ではまったくかけ離れていることに注意。このような現象を「指数タワーパラドックス」と呼ぶ。
同様に、
{\displaystyle 256[3]_{4}\fallingdotseq 256^{256^{256^{256^{257}}}}=(256\uparrow )^{4}257}
{\displaystyle 256[3]_{5}\fallingdotseq 256^{256^{256^{256^{256^{257}}}}}=(256\uparrow )^{5}257}
と「近似」できる。したがって、
 = 256[3]256 ≒ (256↑)256 257
である。
さらに大雑把な「近似」を認めれば、
 ≒ 256↑↑257
と表せる。ただし実際は、
 ≫  (256↑)256 257 ≫ 256↑↑257
である。
具体的な値は
 ≒ (10↑)255(1.99×10619) ≒ (1000000↑)255(3.3206232×1000000103)
に近く、したがって
10↑↑257 <  < 10↑↑258
の範囲にあって、
1000000↑↑256 <  < 1000000↑↑257
の範囲にある。

### スタインハウスのメジストン
= 10[5] = 10[4]10
スタインハウスのメガの時と似た「近似」によって、およそ
{\displaystyle a[4]\fallingdotseq a\uparrow \uparrow \left(a+1\right)}
{\displaystyle a[4]\fallingdotseq a\uparrow \uparrow \left(a+1\right)\fallingdotseq a\uparrow \uparrow a\quad {\text{ when }}\ a\gg 1} (*)
であるとすると、
{\displaystyle 10[4]\fallingdotseq 10\uparrow \uparrow 11}
{\displaystyle 10[4]_{2}=10[4][4]\fallingdotseq \left(10\uparrow \uparrow 11\right)\uparrow \uparrow \left(10\uparrow \uparrow 11\right)}
ここで、一般の a, b, n について次のような式を考える。a↑b = ab に注意すれば、
{\displaystyle {\begin{aligned}\left(a\uparrow \uparrow b\right)\uparrow \uparrow n&=\left(a\uparrow \uparrow b\right)\uparrow \left\{\left(a\uparrow \uparrow b\right)\uparrow \uparrow \left(n-1\right)\right\}\\&=\left[a\uparrow \left\{a\uparrow \left(b-1\right)\right\}\right]\uparrow \left\{\left(a\uparrow \uparrow b\right)\uparrow \uparrow \left(n-1\right)\right\}\\&=a\uparrow \left[\left\{a\uparrow \left(b-1\right)\right\}+\left(a\uparrow \uparrow b\right)\uparrow \uparrow \left(n-1\right)\right]\\\end{aligned}}}
a, b が十分に大きければ
{\displaystyle a\uparrow \left(b-1\right)\ll \left(a\uparrow \uparrow b\right)\uparrow \uparrow \left(n-1\right)}
だから、
{\displaystyle \left(a\uparrow \uparrow b\right)\uparrow \uparrow n\fallingdotseq a\uparrow \left\{\left(a\uparrow \uparrow b\right)\uparrow \uparrow \left(n-1\right)\right\}}
と近似してよい。
これを n が 1 になるまで繰り返せば、
{\displaystyle {\begin{aligned}\left(a\uparrow \uparrow b\right)\uparrow \uparrow n&\fallingdotseq \underbrace {a\uparrow a\uparrow \cdots \uparrow a} _{\left(n-1\right){\text{ copies of }}a}\uparrow \left\{\left(a\uparrow \uparrow b\right)\uparrow \uparrow 1\right\}\\&=\underbrace {a\uparrow a\uparrow \cdots \uparrow a} _{\left(n-1\right){\text{ copies of }}a}\uparrow \left(a\uparrow \uparrow b\right)\\&\fallingdotseq a\uparrow \uparrow \left\{\left(n-1\right)+b\right\}\end{aligned}}}
したがって、n ≫ b ならば
{\displaystyle \left(a\uparrow \uparrow b\right)\uparrow \uparrow n\fallingdotseq a\uparrow \uparrow n} (**)
と近似してよい。
(**) を用いて、改めて 10[4]2 を近似すると
{\displaystyle 10[4]_{2}\fallingdotseq 10\uparrow \uparrow \left(10\uparrow \uparrow 11\right)}
である。以下同様に (*) と (**) を使えば
{\displaystyle {\begin{aligned}10[4]_{3}=10[4]_{2}[4]&\fallingdotseq \left\{10\uparrow \uparrow \left(10\uparrow \uparrow 11\right)\right\}\uparrow \uparrow \left\{10\uparrow \uparrow \left(10\uparrow \uparrow 11\right)\right\}\\&\fallingdotseq 10\uparrow \uparrow \left\{10\uparrow \uparrow \left(10\uparrow \uparrow 11\right)\right\}\\&=10\uparrow \uparrow 10\uparrow \uparrow 10\uparrow \uparrow 11\\&=\left(10\uparrow \uparrow \right)^{3}11\end{aligned}}}
{\displaystyle 10[4]_{4}=10[4]_{3}[4]\fallingdotseq 10\uparrow \uparrow 10\uparrow \uparrow 10\uparrow \uparrow 10\uparrow \uparrow 11=\left(10\uparrow \uparrow \right)^{4}11}
{\displaystyle 10[4]_{5}=10[4]_{4}[4]\fallingdotseq 10\uparrow \uparrow 10\uparrow \uparrow 10\uparrow \uparrow 10\uparrow \uparrow 10\uparrow \uparrow 11=\left(10\uparrow \uparrow \right)^{5}11}
したがって、
{\displaystyle 10[4]_{10}\fallingdotseq 10\uparrow \uparrow 10\uparrow \uparrow 10\uparrow \uparrow 10\uparrow \uparrow 10\uparrow \uparrow 10\uparrow \uparrow 10\uparrow \uparrow 10\uparrow \uparrow 10\uparrow \uparrow 10\uparrow \uparrow 11=\left(10\uparrow \uparrow \right)^{10}11}
であるので、大雑把には
 ≒ 10↑↑↑11
である。ただし、実際はメガと同様に、
 ≫ (10↑↑)10 11 ≫ 10↑↑↑11
である。

### モーザー数
モーザー数は 2[] = 2[2[5]] である。したがって、2[2[5]]+1はフェルマー数である。先に示したように  は相当な巨大数であるので、 角形はほとんど円も同然であり、忠実な多角形の図による表記は事実上不可能である。
モーザー数が  よりはるかに大きいことは自明で、また  よりもはるかに大きい。
しかし、グラハム数よりは圧倒的に小さいことが Tim Chow によって1998年に証明された。この証明によれば、モーザー数 M はチェーン表記や矢印表記、そしてハイパー演算子を用いて
{\displaystyle M<3\rightarrow 3\rightarrow (\left(3\rightarrow 3\rightarrow 5\right)\times 2-1)=3\rightarrow 2\rightarrow (\left(3\rightarrow 3\rightarrow 5\right)\times 2)=3\rightarrow 2\rightarrow (\left(3\rightarrow 2\rightarrow 6\right)\times 2)=3\uparrow ^{\left(3\uparrow ^{4}3\uparrow ^{4}3\right)\times 2}2=3\uparrow ^{\left(3\uparrow ^{3}3\uparrow ^{4}\left(3\uparrow ^{4}3-1\right)\right)\times 2-1}3=3\uparrow ^{3^{3\uparrow \uparrow \left(3\uparrow ^{3}\left(3\uparrow ^{4}\left(\operatorname {hyper} {\left(3,6,3\right)}-1\right)-1\right)-1\right)}\times 2}2}
である。
モーザー数をクヌースの矢印表記で厳密に表すのは事実上不可能であるが、およそ 3↑↑↑…（②−2本）…↑↑↑3 に近似すると考えられる。

## その他
多角形表記では、巨大数のレベルとしては、クヌースの矢印表記レベルの巨大数を作ることができ、増加速度としては、近似的には、多角形表記の多角形の角を1つ増やすことは、クヌースの矢印表記の矢印を1本増やすことに相当する。